# Magumma
Genre
Synonymes
- genre Hemignathus Lichtenstein, 1839[2]
- Akialoa Olson & James, 1995[2]
- Chlorodrepanis Perkins, 1899[2]
- Viridonia Rothschild, 1892[2]

Magumma est un genre monotypique de passereaux de la famille des  Fringillidés. Il est endémique de l'île de Kauai dans l'archipel d'Hawaï.

## Liste des espèces
Selon la classification de référence du Congrès ornithologique international (version 7.3, 2017) :
- Magumma parva (Stejneger, 1887) — Anianiau de Kauai, Petit Amakihi